# Coupe Dewar 1911
Navigation
Coupe Dewar 1910 Coupe Dewar 1912
La Coupe Dewar 1911 est la 13e édition de la Coupe Dewar.
Elle oppose treize clubs exclusivement parisiens en matchs à élimination directe. Le CA XIVe remporte la finale face à l'US Clichy et gagne ainsi son premier titre dans la compétition.

## Compétition
Calendrier.

### Premier tour
Le premier tour a lieu le 2 avril 1911. Si sept des huit clubs de première série du championnat de Paris s'inscrivent, la plupart n'envoient pas leur meilleure équipe. Le Club français et le RC France jouent avec des remplaçants. Le Stade français envoie son équipe seconde, car le club et le CA XIVe s'affrontent le jour même en poule intersérie. Le CA XIVe espère ainsi jouer son match de Coupe Dewar après celui de poule intersérie, mais la partie se terminant à 16 h 30, son adversaire, le GS Crédit lyonnais, réclame et obtient le forfait. Le SC Amical, club de deuxième série, envoie lui aussi son équipe seconde car son équipe première joue en poule intersérie,.
| Premier tour | Club français | 2 - 0   | RC France |  |  |
| 2 avril 1911 |               | (0 - 0) |           |  |  |

| Premier tour | AS française | 6 - 2 | Stade français |  |
| 2 avril 1911 |              |       |                |  |

| Premier tour | Standard AC | 3 - 0 | SC Amical |  |
| 2 avril 1911 |             |       |           |  |

| Premier tour | GS Crédit lyonnais | forfait | CA XIVe |  |
| 2 avril 1911 |                    |         |         |  |

| Premier tour | Gallia Club | 4 - 0 | Paris UC |  |
| 2 avril 1911 |             |       |          |  |

### Deuxième tour
Le deuxième tour a lieu le 9 avril 1911. Une nouvelle fois, les meilleurs joueurs font défaut. L'US Clichy compte cinq remplaçants, l'AS française présente une équipe incomplète et le Paris université club envoie son équipe seconde. Pour une raison indéterminée, le Gallia Club rejoue contre le Paris UC, qu'il avait pourtant éliminé au tour précédent,,.
| Deuxième tour | US Clichy | 6 – 1 | Raincy Sports |  |
| 9 avril 1911  |           |       |               |  |

| Deuxième tour | GS Crédit lyonnais | 3 – 1 | Standard AC |  |
| 9 avril 1911  |                    |       |             |  |

| Deuxième tour | Club français | 4 – 2   | AS française |  |  |
| 9 avril 1911  |               | (1 - 2) |              |  |  |

| Deuxième tour | Gallia Club | 5 - 1 | Paris UC |  |
| 9 avril 1911  |             |       |          |  |

### Demi-finales
Le 23 avril, L'US Clichy bat le Gallia Club par 3-1. Les Clichois « opposent leur finesse au jeu dur du Gallia »,. Le 7 mai, le Club français bat le GS Crédit lyonnais par 3-0.
| Demi-finale   | US Clichy | 3 – 1   | Gallia Club |  |  |
| 23 avril 1911 | ? · ? · ? | (1 - 0) | Pefferhorn  |  |  |

| Demi-finale | Club français | 3 – 0 | GS Crédit lyonnais |  |
| 7 mai 1911  |               |       |                    |  |

### Matchs rejoués
Pour une raison indéterminée, le forfait du CA XIVe au premier tour face au GS Crédit lyonnais est invalidé. Le match est finalement joué et les tours suivants concernant le GS Crédit lyonnais, qualifié en demi-finale, également. Le 23 avril, le CA XIVe s'impose 8-0 face au GS Crédit lyonnais. Le deuxième tour contre le Standard AC est programmé le 30 avril, mais le Standard déclare forfait,. Le CA XIVe doit jouer sa demi-finale le 14 mai contre le Club français, qui s'est pourtant entretemps qualifié sur le terrain pour la finale le 7 mai aux dépens du GS Crédit lyonnais, soit pourtant deux semaines après que le match CA XIVe-GS Crédit lyonnais a été rejoué. Bien que le match Club français-GS Crédit lyonnais n'aurait pas dû avoir lieu, le Club français ne se présente pas pour jouer contre le CA XIVe et est déclaré forfait. Le CA XIVe se qualifie donc pour la finale en n'ayant disputé qu'un seul match.
| Premier tour  | CA XIVe | 8 - 0 | GS Crédit lyonnais |  |
| 23 avril 1911 |         |       |                    |  |

| Deuxième tour | CA XIVe | forfait | Standard AC |  |
| 30 avril 1911 |         |         |             |  |

| Demi-finale | CA XIVe | forfait | Club français |  |
| 14 mai 1911 |         |         |               |  |

### Finale
Après bien des péripéties, la finale se joue finalement tardivement dans la saison, le 21 mai 1911, au stade de Colombes. Après prolongation, le CA XIVe bat l'US Clichy par 1-0,,,.
| Finale              | CA XIVe                                                                                           | 1 – 0 a. p.             | US Clichy |                                                                       |                                                                       |
| 21 mai 1911 14 h 30 | Harry                                                                                             | (0 – 0 ; 0 – 0 ; 1 – 0) | | Stade de Colombes, Colombes Spectateurs : 200 Arbitrage : M. Fourgous | Stade de Colombes, Colombes Spectateurs : 200 Arbitrage : M. Fourgous |
| 21 mai 1911 14 h 30 | Houblain – Delblat, Viguier – Pouillet, Chaumat, Le Jeune – Schaff, Gigout, Picy, Ladeveze, Harry | Équipes                 | Chayriguès – Schalbar, Vicentini – Baudoin, Heidersheid, Caroff – Faivre, Hollinger, Périni, Janny, Barbillon | Stade de Colombes, Colombes Spectateurs : 200 Arbitrage : M. Fourgous | Stade de Colombes, Colombes Spectateurs : 200 Arbitrage : M. Fourgous |